# Gastrocentrides sumatranus
Gastrocentrides sumatranus är en nattsländeart som beskrevs av Georg Ulmer 1930. Gastrocentrides sumatranus ingår i släktet Gastrocentrides och familjen grusrörsnattsländor. Inga underarter finns listade i Catalogue of Life.